# Жанна Парижская (фильм)
«Жанна Парижская» (фр. Joan of Paris) — кинофильм режиссёра Роберта Стивенсона, вышедший в 1942 году.

## Слоган
«Lured By Love Into The Relentless Grip Of The World’s Most Dreaded TERROR!»

## Аннотация

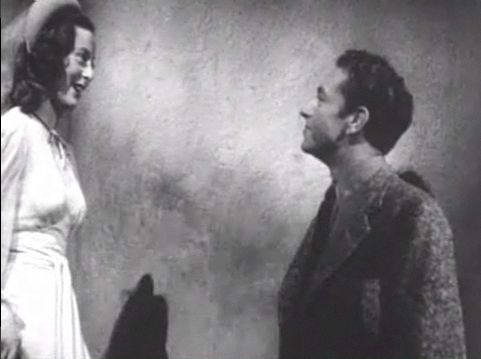
Мишель Морган и Пол Хенрейд

Фильм начинается сообщением о вторжении нацистских войск во Францию. Пять бомбардировщиков английской эскадрильи оказываются на земле и лётчики вынуждены скрываться. Они должны добраться до Британской разведки в Париже. Гестапо уже разыскивает их, и пилоты нуждаются в гражданской одежде. В поисках они находят бар на окраине Парижа. По случайности, там работает барменшей девушка, чьей святой покровительницей является Жанна д’Арк…

## В ролях
- Мишель Морган — Жанна
- Пол Хенрейд — Поль Лавальер
- Томас Митчелл — отец Антуан
- Лэйрд Крегар — герр Функ
- Мэй Робсон — мадмуазель Росей
- Александр Гранах — агент гестапо
- Алан Лэдд — Бэби
- Джек Бриггс — Робин
- Ричард Фрайзер — Джеффри
- Джон Эбботт — английский шпион

## Награды
- Номинация на премию «Оскар» 1943 года за Лучший саундтрек для драматических/комедийных картин.